# Jak-25
Jak-25 (ros. Як-25) – radziecki odrzutowy myśliwiec przechwytujący i samolot rozpoznawczy z lat 50., skonstruowany w biurze konstrukcyjnym Jakowlewa. W kodzie NATO nosił oznaczenie Flashlight-A / Mandrake. Oznaczenie Jak-25 nosił wcześniej prototyp myśliwca z 1947 roku.

## Historia

### Powstanie samolotu i wersje myśliwskie
Jak-25, noszący początkowo oznaczenie fabryczne Jak-120, został skonstruowany w biurze OKB-115 Jakowlewa w odpowiedzi na zlecenie Rady Ministrów z sierpnia 1951 roku skonstruowania myśliwca przechwytującego o dużym zasięgu, wyposażonego w nowy radar Sokoł. Był to pierwszy w ZSRR myśliwiec przechwytujący obrony obszaru, rozwijany z myślą o operowaniu nad rozległymi obszarami Syberii i Dalekiego Wschodu, gdzie nie instalowano sieci rakiet przeciwlotniczych. Jakowlew zdecydował zaprojektować możliwie mały i lekki samolot, napędzany dwoma nowo projektowanymi ekonomicznymi silnikami odrzutowymi Mikulina AM-5. Dzięki ich niewielkiej średnicy, silniki umieszczono pod skrzydłami, pozostawiając w nosie kadłuba miejsce na stację radiolokacyjną o dużej średnicy anteny. Uzbrojenie stanowiły 2 działka kalibru 37 mm, o dość dużej sile ognia.
Prototyp Jak-120 oblatano 19 czerwca 1952 roku (pilot W. Wołkow). Od marca do czerwca 1953 roku prowadzono pierwszy etap prób państwowych samolotu. Próby przechodziły bez większych problemów i 8 września 1953 roku postanowieniem Rady Ministrów zdecydowano przyjąć samolot na uzbrojenie wojsk obrony powietrznej ZSRR, pod nazwą Jak-25. Po wprowadzeniu poprawek i ulepszeń prototypu, ponownie został skierowany na badania od listopada 1954 roku. Ponieważ stacja radiolokacyjna RP-6 Sokoł znajdowała się jeszcze na etapie rozwoju, konstrukcję przystosowano tymczasowo do starszego radaru RP-1D Izumrud, o mniejszych możliwościach i zasięgu wykrywania. Samolot skierowano do produkcji seryjnej w zakładzie nr 292 w Saratowie. Produkcja początkowo borykała się z pewnymi trudnościami i do końca 1954 roku oddano tylko 3 samoloty, zamiast przewidywanych 100 (z tego, 30 miało otrzymać radar Sokoł). 
Od początku 1955 roku produkowano docelowy najliczniejszy wariant myśliwski Jak-25M, wyposażony w stację radiolokacyjną RP-6 Sokoł, która przeszła wcześniej badania na Ła-200. Wprowadzono też na nim inne ulepszenia, jak hamulce wylotowe luf działek i lepsze silniki 2. serii. Próby państwowe Jaka-25M zakończono w kwietniu 1954 roku. Część samolotów wyposażonych w aparaturę naprowadzania Gorizont-1 oznacza się czasami Jak-25MG. Wersje myśliwskie Jaka-25 otrzymały w kodzie NATO oznaczenie Flashlight-A (literę A dodano po pojawieniu się Jak-27).
W stadium prototypu pozostał wariant rozwojowy myśliwca Jak-120M, wyposażony w mocniejsze silniki RD-9 (AM-9A) o ciągu 2650 kG (3250 kG z dopalaniem). Miał być uzbrojony w niekierowane pociski rakietowe powietrze-powietrze ARS-57 lub TRS-90 i 2 działka 23 mm. Prowadzono jego próby państwowe w 1955 roku, podczas których osiągnięto prędkość maksymalną 1122 km/h na 5000 m. Na skutek jednak niedopracowania ulepszonego radaru Sokoł-M i szybkiego rozwoju techniki lotniczej oraz pojawienia się myśliwców ponaddźwiękowych, zrezygnowano z jego dalszego rozwoju. 
W niewielkiej ilości wyprodukowano wersję Jak-25K, uzbrojoną w system rakietowy K-5 z kierowanymi pociskami powietrze-powietrze RS-1U, dla zastosowania których stację radiolokacyjną zamieniono na zmodyfikowaną Izumrud. Samolot przenosił 4 pociski pod wewnętrznymi częściami skrzydeł. Po próbach w 1955 roku, został przyjęty na uzbrojenie równolegle z MiG-17PFU. Łącznie z systemem rakietowym, samolot był oznaczony jako kompleks Jak-25K-5. Prowadzono też w 1956 roku próby Jaka-25K z pociskami K-75 (kompleks Jak-25K-75), następnie K-7Ł (kompleks Jak-25K-7Ł, przenosił 2 pociski) i K-8 (kompleks Jak-25K-8, nazywany też Jak-25S K-8, przenosił 2 pociski), lecz nie przyjęto ich na uzbrojenie.
Łącznie w latach 1954–1957 zbudowano 483 seryjne samoloty Jak-25, z tego 406 Jak-25M i 10 Jak-25R.

### Wersje rozpoznawcze i inne
Równolegle z myśliwcem, opracowano wariant rozpoznawczy samolotu Jak-25R (oznaczenie fabryczne Jak-125), oblatany jesienią 1953 roku. Początkowo w prototypie drugi członek załogi - nawigator miał miejsce w kabinie za pilotem, z wyciętymi oknami w dolnej części, lecz następnie na skutek kiepskiej widoczności, przeniesiono jego miejsce do częściowo oszklonego nosa kadłuba, w miejsce radaru. Były tam też rozmieszczone aparaty fotograficzne AFA-33 i AFA-39, ze zmiennymi obiektywami. Uzbrojenie stanowiło jedno działko 23 mm NR-23 z 80 nabojami. Wyprodukowano w 1955 roku jedynie 10 samolotów, z większej serii zrezygnowano. 
Opracowano także wariant rozwojowy bombowca taktycznego Jak-125B (przewidywane oznaczenie seryjne Jak-25B), przenoszący broń atomową, oblatany pod koniec 1954 roku. W nosie kadłuba miał on kabinę nawigatora, wyposażoną w celownik radiolokacyjny RMM-2 Rubidij, a wewnątrz kadłuba urządzono komorę bombową. Próby prowadzono w 1955 roku, nie został jednak wdrożony do produkcji z powodu pojawienia się nowszych samolotów naddźwiękowych. Opracowano też morski samolot rozpoznawczy Jak-25RM, którego próby prowadzono w 1955 roku. W przedłużonym nosie kadłuba miał stację radiolokacyjną wykrywania celów morskich SPRS-1 Kurs i aparat fotograficzny. Na skutek niedopracowania systemu Kurs, samolot nie wszedł do produkcji. 
Dalekim rozwinięciem konstrukcji Jaka-25 był jednomiejscowy wysokościowy samolot rozpoznawczy Jak-25RW, z wydłużonymi, prostymi skrzydłami (rozpiętość 23,4 m), służący też jako wysokościowy samolot-cel. W odróżnieniu od samolotu bazowego, był on zbudowany w układzie górnopłatu, a punkt mocowania skrzydeł do kadłuba był przesunięty do tyłu. Miał on mocniejsze silniki R-11W-300 o ciągu po 3900 kG, osiągał pułap 20 500 m, prędkość 870 km/h i zasięg 3500 km. Samolot oblatano w 1959 roku i produkowano do 1966 - zbudowano tej wersji aż 155 sztuk. Wersja ta w kodzie NATO otrzymała oznaczenie Mandrake.
W miarę, jak samoloty Jak-25 stały się przestarzałe, część przebudowano na zdalnie sterowane cele latające Jak-25MSz. Kilka samolotów wykorzystywano do eksperymentów w locie, głównie badań foteli katapultowych (nosiły one oznaczenie Jak-25Ł).

## Służba

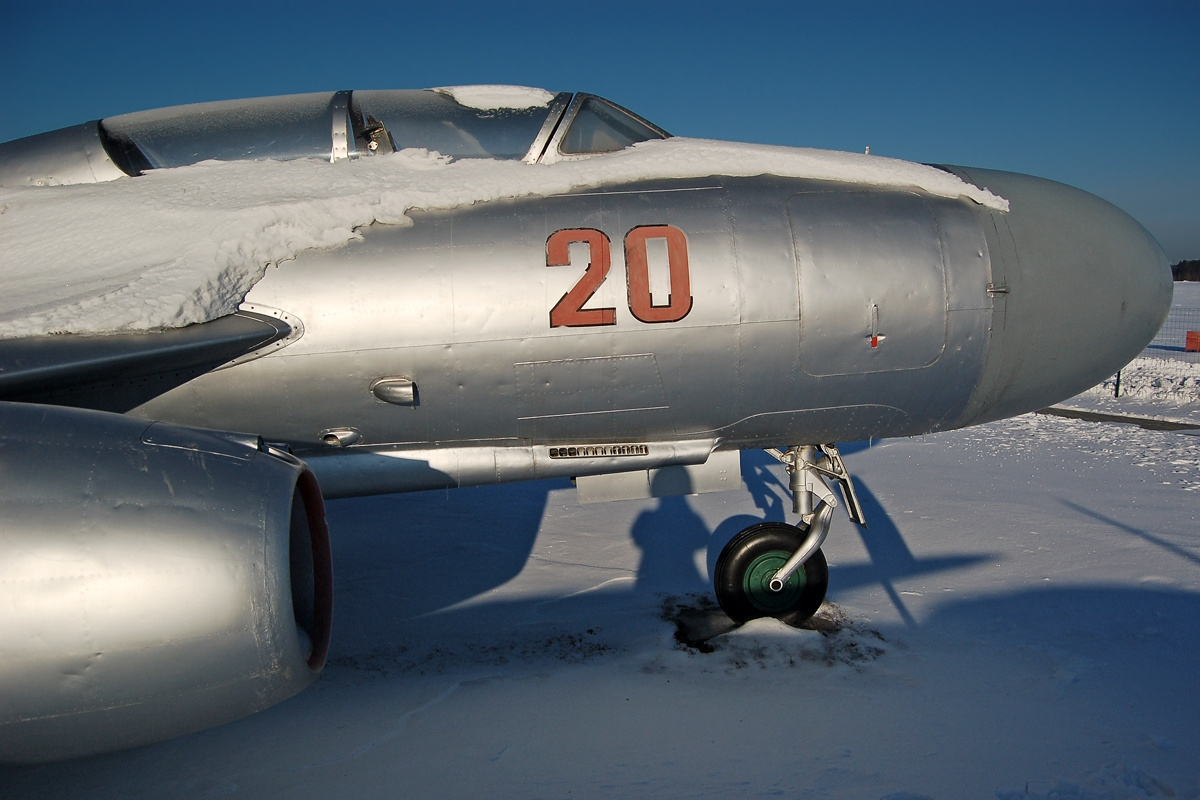
Jak-25

Pierwsze kilka samolotów Jak-25 przekazano do jednostek pod koniec 1954 roku. Od 1955 roku weszły one na wyposażenie licznych pułków myśliwskich (IAP) wojsk obrony powietrznej (PWO), rozrzuconych na większości obszaru ZSRR, chroniących granice, jak i ważne ośrodki. Jako pierwsze otrzymały je 611 pułk w Bieżecku w moskiewskim okręgu PWO, po czym 146 gwardyjski pułk, 738 pułk i 737 pułk 8. Armii PWO na Ukrainie, następnie inne jednostki. Były także na uzbrojeniu 524. pułku myśliwskiego lotnictwa Floty Północnej w Siewieromorsku-2. Po raz pierwszy zademonstrowano je publicznie w lipcu 1955 roku na paradzie w Tuszynie pod Moskwą.
Po pierwszych problemach związanych z wprowadzaniem nowego typu, samolot był oceniany jako prosty w pilotażu i eksploatacji i lubiany przez załogi. Posiadanie dwuosobowej załogi ułatwiało nawigację i wykrywanie celów za pomocą stacji radiolokacyjnej, przy czym wyposażenie w podwójne przyrządy do sterowania ułatwiało szkolenie i długie loty. Kabina samolotu była dość przestronna. Stosunkowo często zdarzały się awarie silników, lecz dzięki układowi dwusilnikowemu na ogół obchodziło się bez ofiar (częściowo awarie były konsekwencją niskiego położenia silników i zasysania kamieni z pasów startowych, które musiały być utrzymane w dużej czystości, podobnie jak np. w wypadku F-16). Dość awaryjna i kapryśna była także stacja radiolokacyjna, umożliwiająca wykrywanie samolotów (w zależności od egzemplarza) z 8–14 km. Szybkość samolotu nieco przewyższała MiG-15, lecz z drugiej strony jego lekka konstrukcja stwarzała ograniczenia w dopuszczalnych przeciążeniach, ostrych manewrach i prędkości nurkowania. 
Samoloty Jak-25 czasami stykały się nad wodami międzynarodowymi z samolotami rozpoznawczymi NATO. Brak jest doniesień o przypadkach użycia bojowego Jak-25, ich załogi zestrzeliwały jedynie bezzałogowe balony rozpoznawcze. Między 1963 a 1967 rokiem myśliwskie Jaki-25 były wycofywane z jednostek. Dłużej służyły wysokościowe samoloty rozpoznawcze Jak-25RW.

## Opis konstrukcji
Dwusilnikowy średniopłat o konstrukcji całkowicie metalowej i skośnych skrzydłach, w układzie klasycznym, z silnikami w gondolach pod skrzydłami. Skrzydła o kącie skosu 45° i ujemnym wznosie -5°, dwudźwigarowe. Na każdym ze skrzydeł dwie kierownice strug powietrza. Usterzenie klasyczne, skośne. Usterzenie poziome o kącie skosu 45° zamocowane w połowie statecznika o kącie skosu 55°. Kadłub o konstrukcji półskorupowej, o przekroju okrągłym (średnica -1,45 m). W przedniej części kadłuba stacja radiolokacyjna w obłej osłonie, za nią kabina załogi, hermetyzowana, z miejscami w układzie tandem. Kabina zakryta oszkloną osłoną, składającą się ze stałego trzyczęściowego wiatrochronu z płaską przednią szybą pancerną i odsuwanej do tyłu, wspólnej dwuczęściowej wypukłej osłony nad załogą. Kabina wyposażona w fotele wyrzucane. Załoga była chroniona przez przednią szybę pancerną 105 mm, przednią płytę i oparcia siedzeń grubości 10 mm oraz boczne płyty duraluminiowe. Po obu stronach środkowej części kadłuba hamulce aerodynamiczne w formie odchylanych hydraulicznie klap. Podwozie samolotu jednotorowe, z pojedynczymi kołami przedniej goleni i podwójnymi głównej goleni, chowanymi do kadłuba oraz chowanymi kołami dodatkowymi na końcach skrzydeł. 
Samolot był wyposażony m.in. w stację radiolokacyjną RP-6 Sokoł w przedniej części kadłuba (Jak-25M, w Jak-25: RP-1 Izumrud), radiostację RSIU-3M, radiokompas ARK-5, radiowysokościomierz RW-2
Napęd: 2 silniki turboodrzutowe ze sprężarką osiową RD-5A (AM-5) konstrukcji Mikulina o ciągu 2600 kG. Paliwo w 4 zbiornikach w kadłubie o pojemności łącznie 3445 l. Możliwość podwieszenia dodatkowego zbiornika 685 l pod kadłubem.
Uzbrojenie: 2 działka 37 mm N-37Ł z zapasem po 50 nabojów (maksymalnie po 100 nabojów), po bokach dolnej części kadłuba.